# Be Not Nobody
Be Not Nobody är den amerikanska singer-songwritern Vanessa Carltons debutalbum. Albumet släpptes 2002 på A&M Records.

## Låtlista
1. "Ordinary Day" – 3:58
2. "Unsung" – 4:20
3. "A Thousand Miles" – 3:57
4. "Pretty Baby" – 3:55
5. "Rinse" – 4:31
6. "Sway" – 3:57
7. "Paradise" – 4:50
8. "Prince" – 4:09
9. "Paint It Black" – 3:30
10. "Wanted" – 3:55
11. "Twilight" – 4:49